# Hipódromo de La Albericia
El Hipódromo de La Albericia fue una instalación deportiva situada en el barrio de La Albericia, en Santander (Cantabria), dedicada a la práctica de la hípica y el polo; ocasionalmente sirvió también para la práctica del fútbol y el béisbol.

## Historia
Fue  construido a mediados o finales del siglo XIX, acogiendo en sus instalaciones diversas competiciones ecuestres, principalmente carreras de caballos y partidos de polo. También se disputaron en él partidos de fútbol y béisbol de manera ocasional, siendo el escenario de los primeros partidos de estos deportes registrados en Cantabria.
Este recinto deportivo ya estaba en activo, al menos, desde 1882, cuando se disputaron carreras de caballos. Además de carreras de caballos, en 1899 ya se celebraban también encuentros de polo. El 11 de agosto de 1902 tuvo lugar en el hipódromo, como acompañamiento de las carreras de caballos, el primer partido de fútbol registrado en Cantabria; el partido lo disputó un grupo de jóvenes, divididos en dos equipos de nueve ante la falta de más jugadores, y finalizó con empate a dos goles. Una vez finalizado el encuentro los jugadores se organizaron como Cantabria Foot-ball Club. De la misma forma el 28 de septiembre del mismo año se jugó el primer partido de béisbol de la historia de Cantabria, entre los equipos Montañés y Cantabria; este deporte había sido introducido por los hijos de los emigrantes cántabros (indianos) en América.
Con el paso del tiempo tanto los practicantes de la hípica como los del fútbol se van organizando mejor (la Sociedad Hípica Montañesa se crea en 1914) y buscan terrenos más cercanos a la ciudad. Los concursos hípicos pasan en un primer momento a disputarse en los Campos de Sport de El Sardinero, y después en el nuevo Hipódromo de Bellavista, con lo que el de La Albericia desaparece.